# Lavoriškės

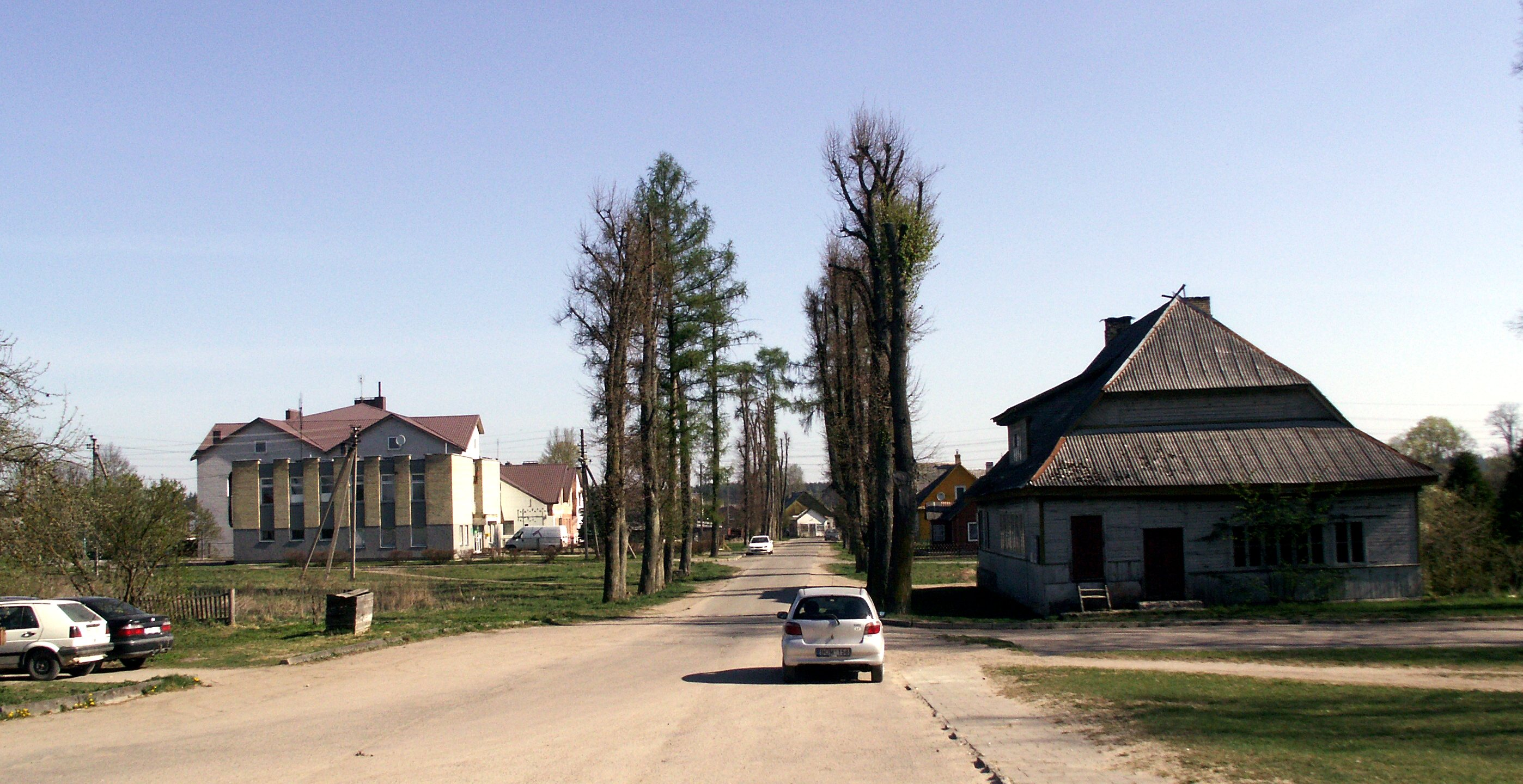
Dorfzentrum

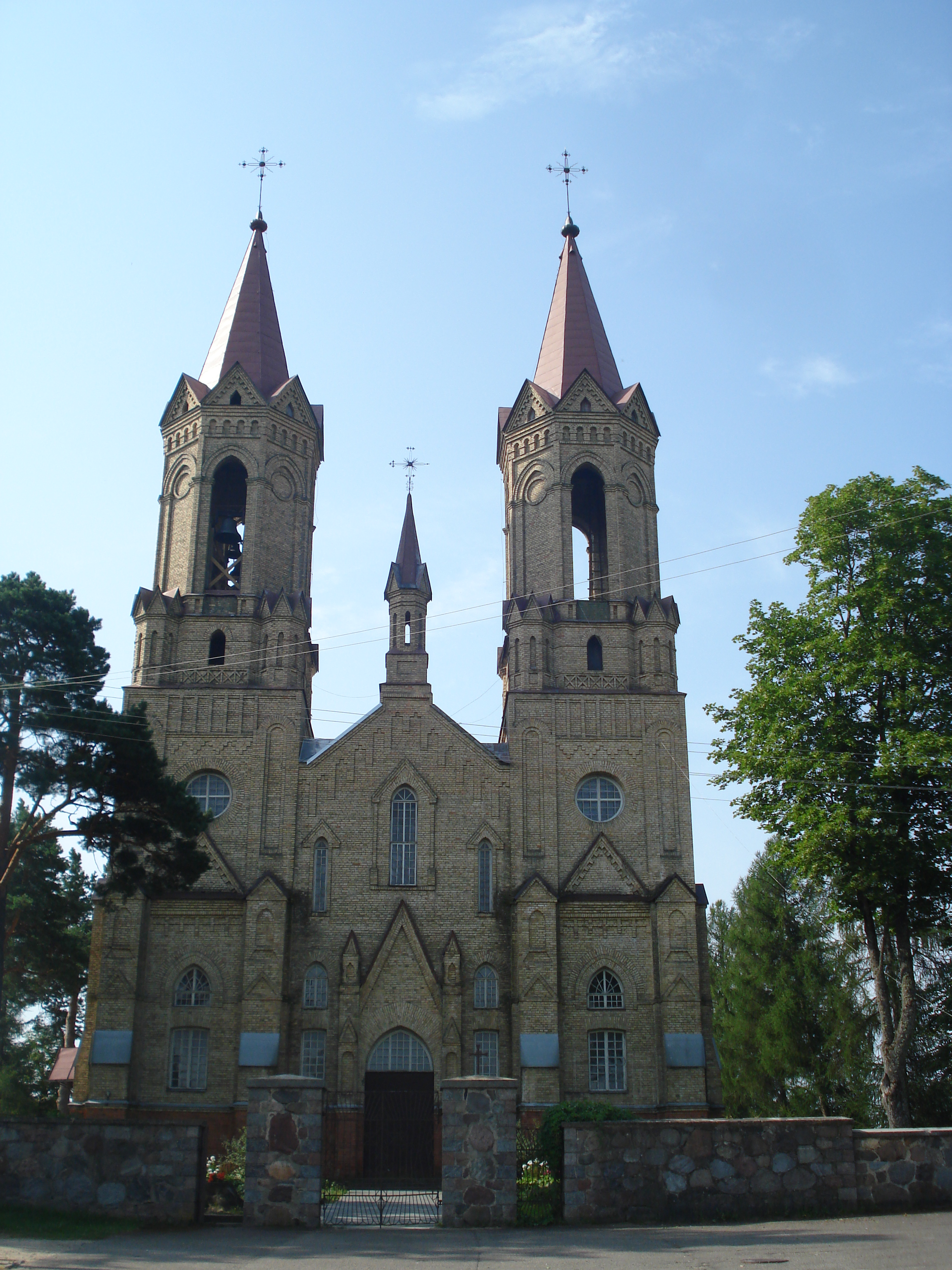
Šv. Jono Krikštytojo-Kirche in Lavoriškės

Lavoriškės (polnisch Ławaryszki, belarussisch Лаваришкі, russisch Лаворишкес) ist ein Dorf in der Rajongemeinde Vilnius in Litauen. Das 621 Einwohner (Stand: 2011) zählende Dorf liegt östlich von Vilnius und grenzt im Osten an Belarus.

## Lage
Lavoriškės liegt etwa 25 Kilometer östlich von Vilnius und etwa acht Kilometer westlich der Grenze zu Belarus. Umliegende Ortschaften sind Mostiškės im Norden, das bereits in Belarus liegende Kotlowka im Osten, Petruliškės im Südosten, Kena im Süden, Skaisteriai im Südwesten sowie Uosininkai im Westen.
Lavoriškės liegt an der Krašto kelias 103. Nordöstlich des Dorfes liegt das Naturschutzgebiet Baravykinės kraštovaizdžio draustinis (Landschaftsreservat Baravykė).

## Geschichte
1523 wurde Lavoriškės erstmals erwähnt. Im 16. und 17. Jahrhundert wurde in der Nähe des Dorfes Eisen abgebaut. Außerdem gab es eine Papierfabrik im Ort. 1642 wurde in Lavoriškės eine hölzerne Kirche erbaut, diese wurde während des Russisch-Polnischen Krieges 1655 zerstört. 1775 wurde eine neue Kirche errichtet. Zwischen 1899 und 1906 wurde eine neue Kirche erbaut.
Während des Russisch-Polnischen Krieges brannte Lavoriškės im Jahr 1655 vollständig nieder. Das Dorf wurde daraufhin neu errichtet, gleichzeitig gab es erstmals eine Schule im Dorf. 1919 wurde eine neue Grundschule mit vier Klassen errichtet. Ab 1937 wurden in der gesamten Rajongemeinde Vilnius etwa 100 Schulen zu Ehren des polnischen Marschalls Józef Piłsudski errichtet, darunter auch eine Sekundarschule in Lavoriškės.
Im Jahr 1869 gab es in Lavoriškės 17 Häuser. Während des Ersten Weltkrieges gab es im Dorf Kämpfe mit Soldaten des Deutschen Heeres, die gefallenen Soldaten wurden in der Nähe der Kirche begraben. 1931 hatte Lavoriškės 202 Einwohner, die in 39 Wohngebäuden lebten. Während des Zweiten Weltkrieges waren in Lavoriškės polnische Partisanen aktiv.
Zur Zeit der Sowjetunion wurde in Lavoriškės ein landwirtschaftliches Zwangskollektiv gebildet, das bis zum Zerfall der Sowjetunion bestand. Am 27. Januar 1991 wurde der Grenzposten bei Lavoriškės von sowjetischen Streitkräften zerstört.

### Administrative Zugehörigkeit
Lavoriškės ist der Hauptort des gleichnamigen Bezirkes.